# Hopkins
Hopkins je lahko:
- Anthony Hopkins, valežanski filmski igralec
- Frederick Gowland Hopkins, angleški biokemik
- George Hopkins, ameriški padalec
- Harold Hopkins, britanski fizik
- Johns Hopkins (1795–1873), ameriški kvekerski trgovec in filantrop, mecen znanosti (Univerza Johnsa Hopkinsa)
- Milton Hopkins mlajši (1906-1983), ameriški zgodovinar, profesor biologije in botanik
- Ronald Nicholas Lamond Hopkins, avstralski general